# Distretti della Polonia

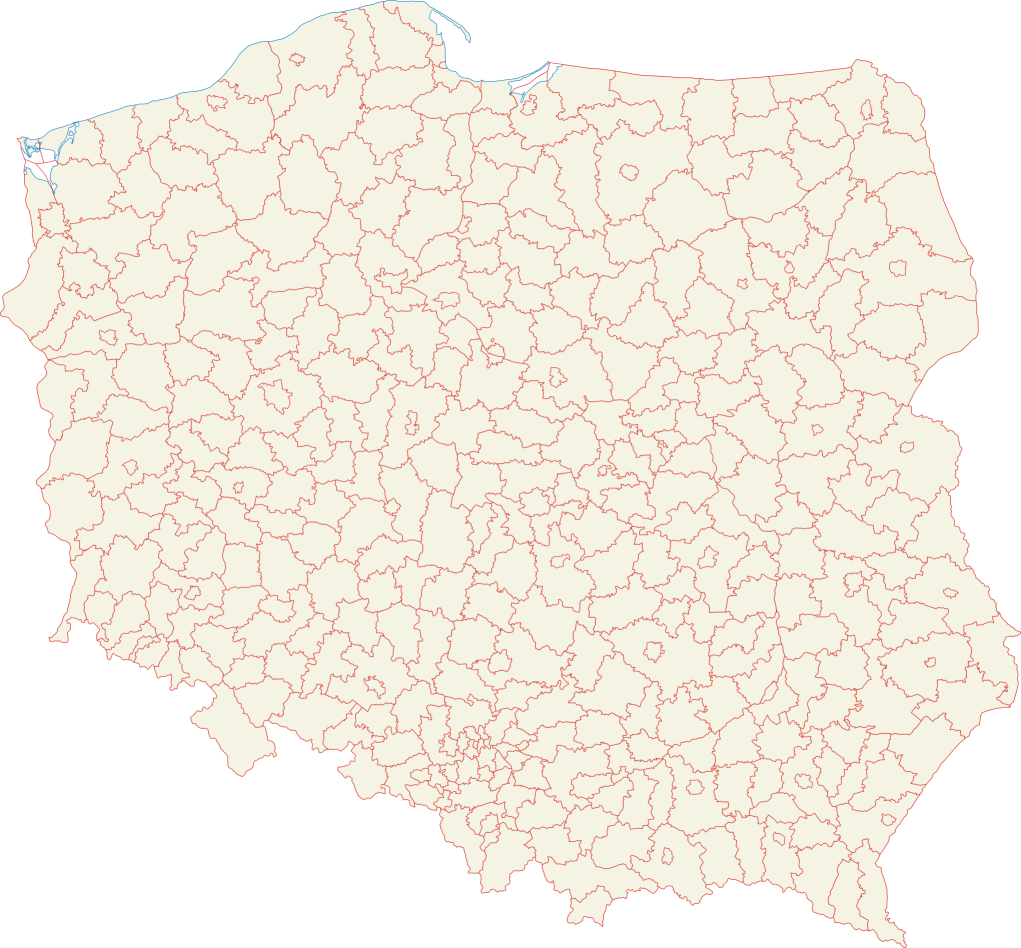
Mappa della Polonia suddivisa in distretti

I distretti della Polonia (in polacco powiaty, singolare powiat) costituiscono suddivisione territoriale di secondo livello del Paese, dopo i voivodati, e ammontano a 379 distretti (al 31 dicembre 2010), di cui 66 sono classificati come distretti urbani (powiaty grodzkie), gli altri come distretti rurali (powiaty ziemskie). Ciascun distretto comprende a sua volta più comuni.

## Istituto
Il potere legislativo di ogni distretto è svolto dal consiglio distrettuale (rada powiatu). Il potere esecutivo è assegnato a un comitato esecutivo (giunta, zarząd powiatu) e al starosta (capo della giunta), eletti dal consiglio distrettuale.
Nel caso dei distretti urbani si ha un consiglio cittadino eletto (rada miasta), un sindaco eletto direttamente (prezydent) e le commissioni permanenti e ad hoc allestite per le varie funzioni.
Alcuni distretti hanno il proprio capoluogo al di fuori del loro territorio, in una città che dà il nome allo stesso distretto. Tipicamente avviene con distretti che sorgono come cintura di grandi città, nella quale sono presenti solo piccole cittadine o comunità rurali (ad es. il Distretto di Poznań).

## Voivodati
I distretti costituiscono l’entità amministrativa di livello immediatamente inferiore rispetto ai voivodati.

## Lista

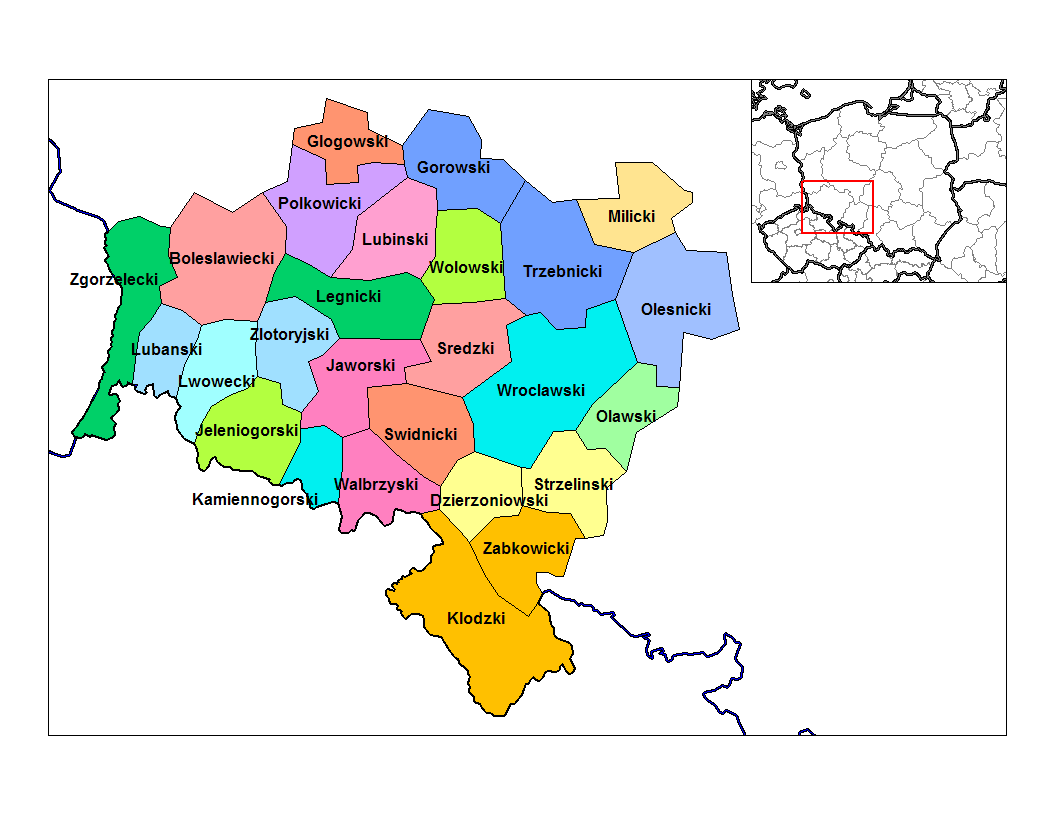
Distretti della Bassa Slesia

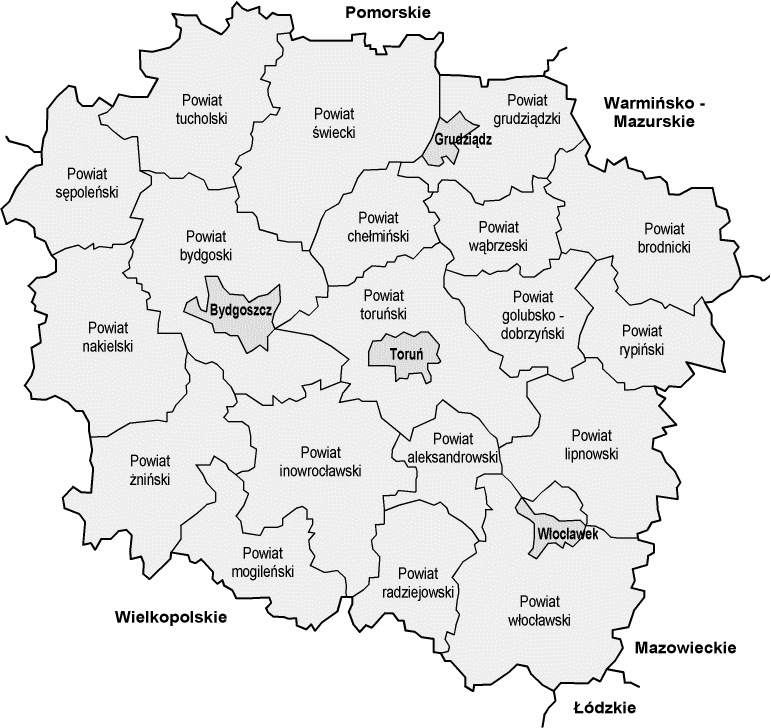
Distretti della Cuiavia-Pomerania

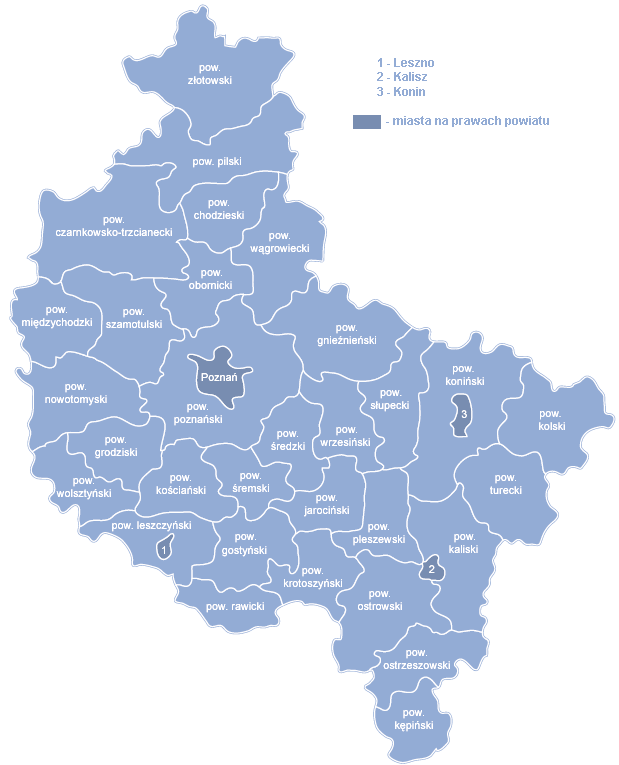
Distretti della Grande Polonia

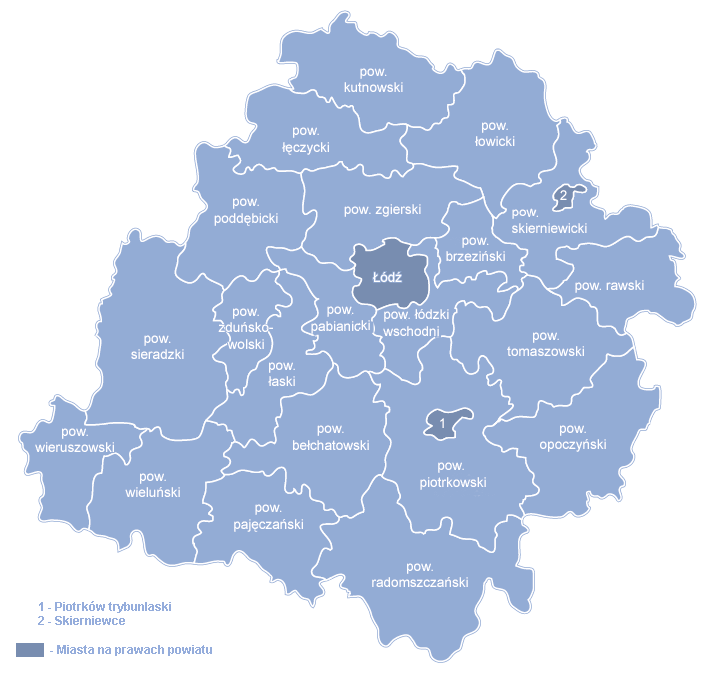
Distretti di Łódź

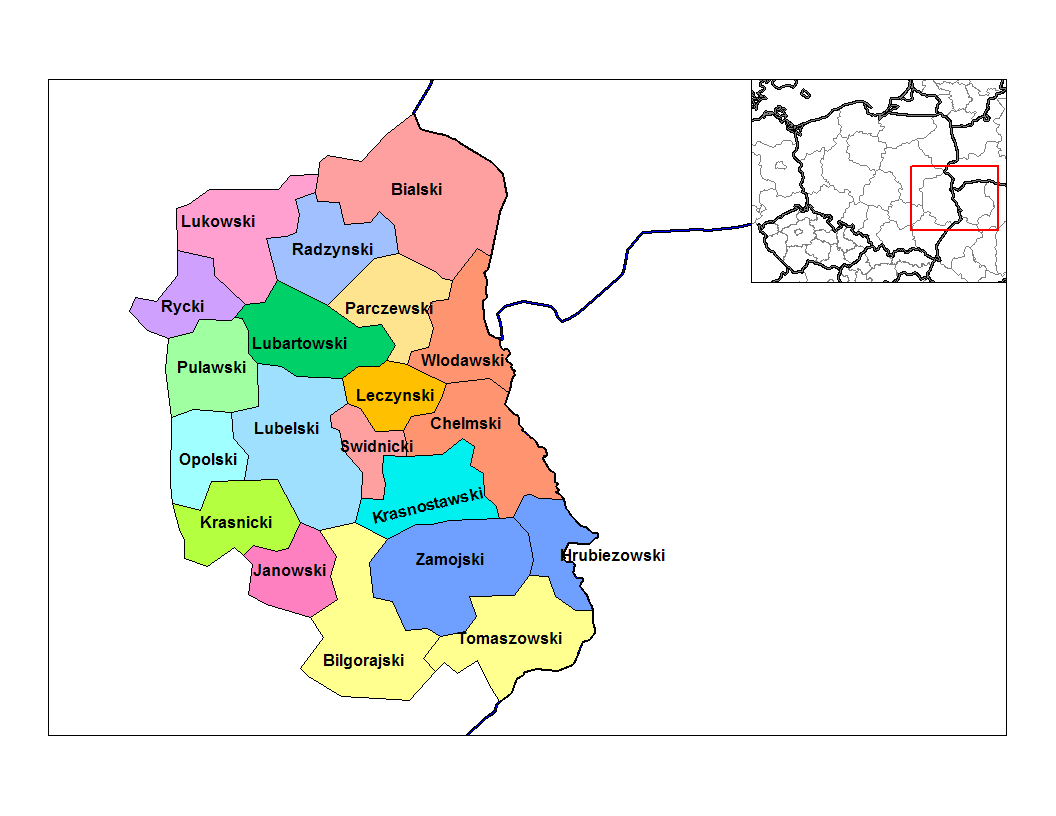
Distretti di Lublino

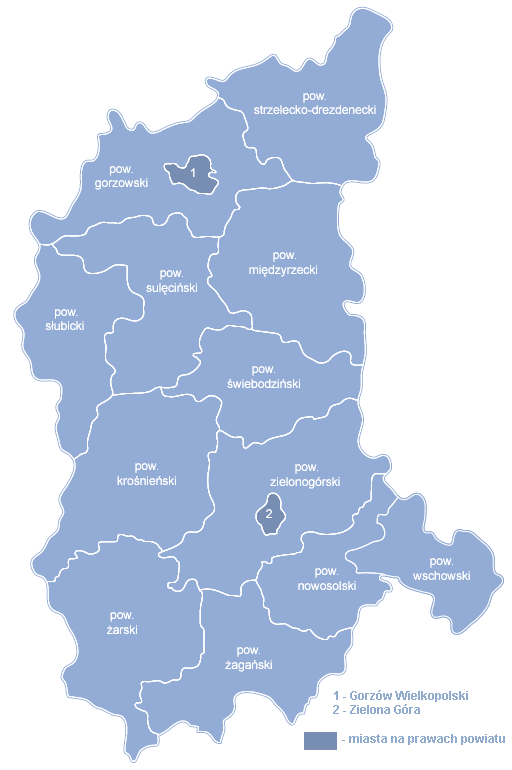
Distretti di Lebus

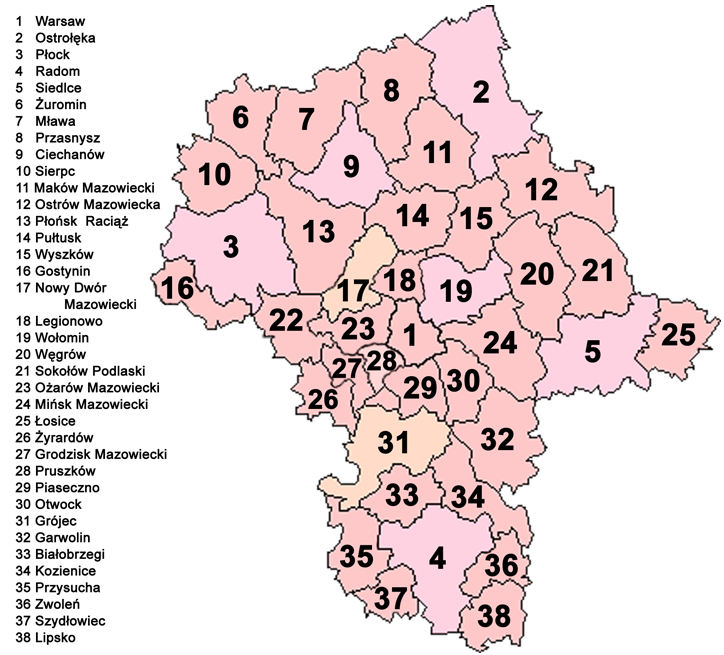
Distretti della Masovia

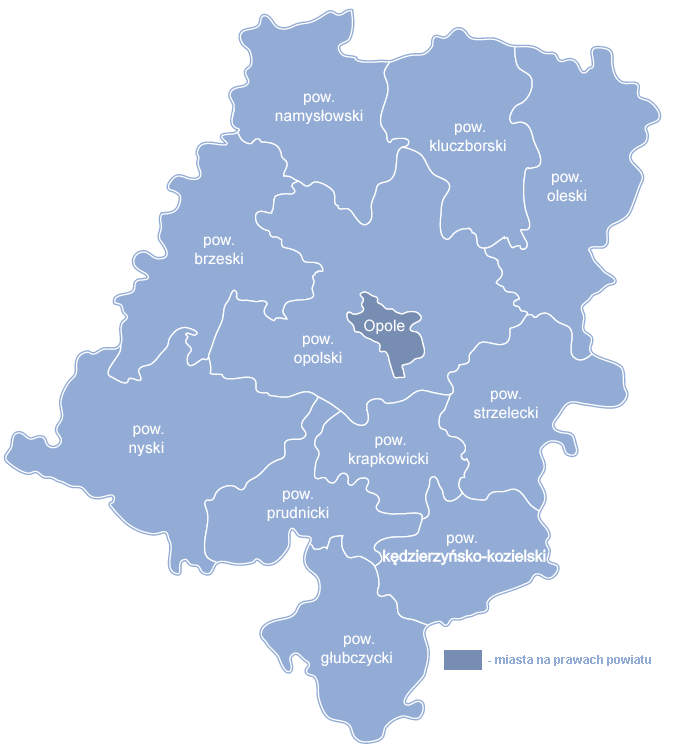
Distretti di Opole

Distretti della Piccola Polonia

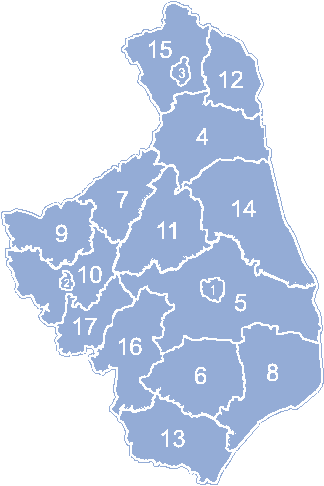
Distretti di Podlachia

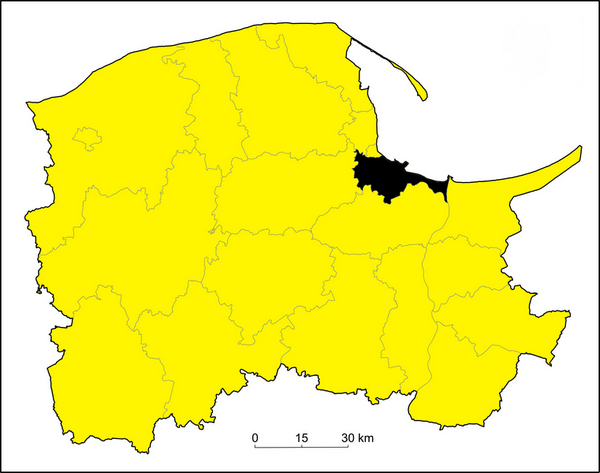
Distretti della Pomerania

Distretti di Santacroce

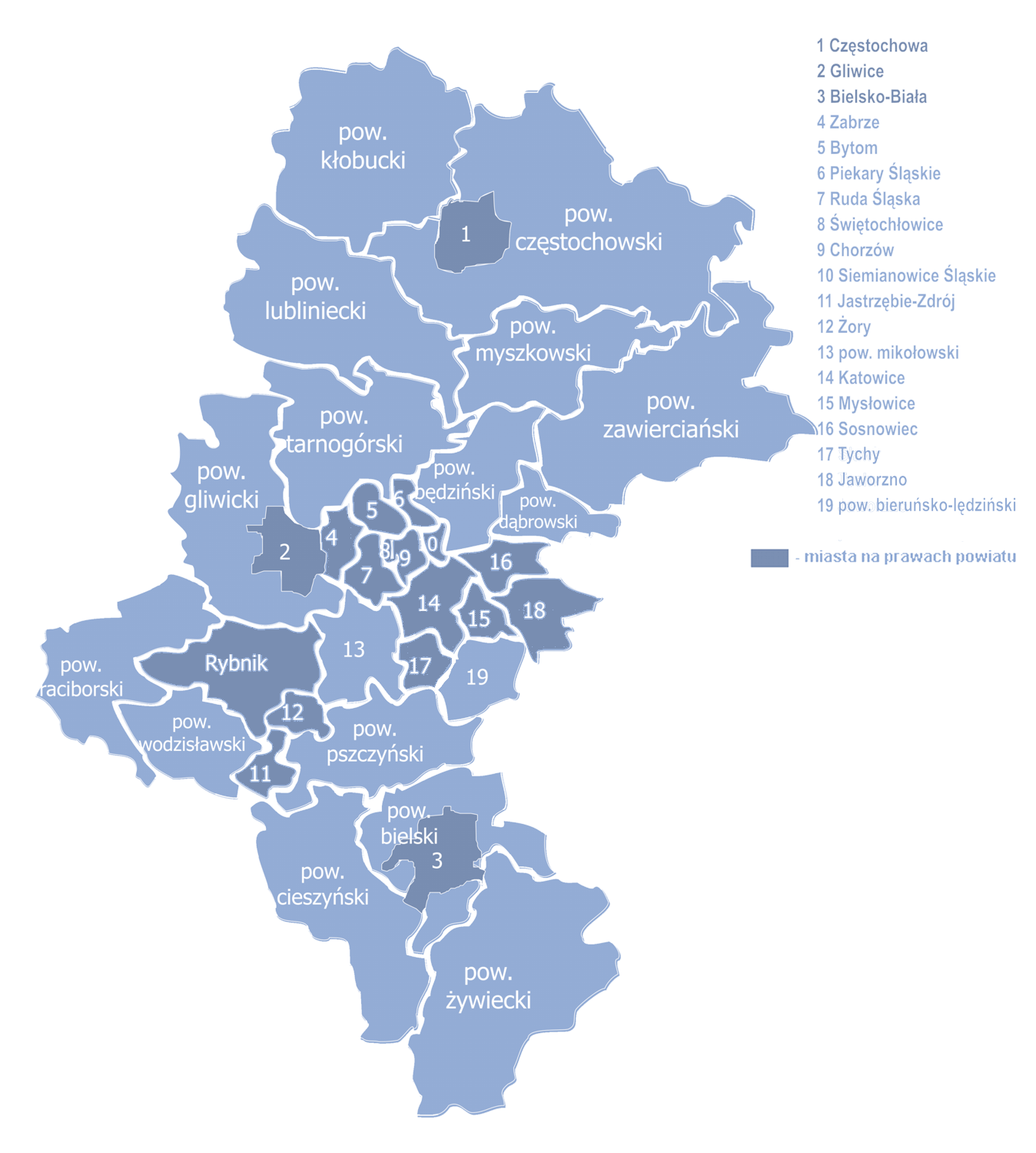
Distretti della Slesia

Distretti dei Precarpazi

Voivodato della Bassa Slesia 
| Stemma | Distretto                      | Capoluogo         |
| ------ | ------------------------------ | ----------------- |
|        | Jelenia Góra                   | distretto urbano  |
|        | Legnica                        | distretto urbano  |
|        | Breslavia                      | distretto urbano  |
|        | Bolesławiec                    | Bolesławiec       |
|        | Dzierżoniów                    | Dzierżoniów       |
|        | Distretto di Głogów            | Głogów            |
|        | Distretto di Góra              | Góra              |
|        | Distretto di Jawor             | Jawor             |
|        | Distretto di Jelenia Góra      | Jelenia Góra      |
|        | Distretto di Kamienna Góra     | Kamienna Góra     |
|        | Distretto di Kłodzko           | Kłodzko           |
|        | Distretto di Legnica           | Legnica           |
|        | Distretto di Lubań             | Lubań             |
|        | Distretto di Lubin             | Lubin             |
|        | Distretto di Lwówek Śląski     | Lwówek Śląski     |
|        | Distretto di Milicz            | Milicz            |
|        | Distretto di Oleśnica          | Oleśnica          |
|        | Distretto di Oława             | Oława             |
|        | Distretto di Polkowice         | Polkowice         |
|        | Distretto di Strzelin          | Strzelin          |
|        | Distretto di Środa Śląska      | Środa Śląska      |
|        | Distretto di Świdnica          | Świdnica          |
|        | Distretto di Trzebnica         | Trzebnica         |
|        | Distretto di Wałbrzych         | Wałbrzych         |
|        | Distretto di Wołów             | Wołów             |
|        | Distretto di Breslavia         | Breslavia         |
|        | Distretto di Ząbkowice Śląskie | Ząbkowice Śląskie |
|        | Distretto di Zgorzelec         | Zgorzelec         |
|        | Distretto di Złotoryja         | Złotoryja         |

 Voivodato della Cuiavia-Pomerania 
| Stemma | Distretto                         | Capoluogo            |
| ------ | --------------------------------- | -------------------- |
|        | Bydgoszcz                         | distretto urbano     |
|        | Grudziądz                         | distretto urbano     |
|        | Toruń                             | distretto urbano     |
|        | Włocławek                         | distretto urbano     |
|        | Distretto di Aleksandrów Kujawski | Aleksandrów Kujawski |
|        | Distretto di Brodnica             | Brodnica             |
|        | Distretto di Bydgoszcz            | Bydgoszcz            |
|        | Distretto di Chełmno              | Chełmno              |
|        | Distretto di Golub-Dobrzyń        | Golub-Dobrzyń        |
|        | Distretto di Grudziądz            | Grudziądz            |
|        | Distretto di Inowrocław           | Inowrocław           |
|        | Distretto di Lipno                | Lipno                |
|        | Distretto di Mogilno              | Mogilno              |
|        | Distretto di Nakło                | Nakło nad Notecią    |
|        | Distretto di Radziejów            | Radziejów            |
|        | Distretto di Rypin                | Rypin                |
|        | Distretto di Sępólno              | Sępólno Krajeńskie   |
|        | Distretto di Świecie              | Świecie              |
|        | Distretto di Toruń                | Toruń                |
|        | Distretto di Tuchola              | Tuchola              |
|        | Distretto di Wąbrzeźno            | Wąbrzeźno            |
|        | Distretto di Włocławek            | Włocławek            |
|        | Distretto di Żnin                 | Żnin                 |

 Voivodato della Grande Polonia 
| Stemma | Distretto                          | Capoluogo             |
| ------ | ---------------------------------- | --------------------- |
|        | Konin                              | distretto urbano      |
|        | Kalisz                             | distretto urbano      |
|        | Leszno                             | distretto urbano      |
|        | Poznań                             | distretto urbano      |
|        | Distretto di Chodzież              | Chodzież              |
|        | Distretto di Czarnków e Trzcianka  | Czarnków              |
|        | Distretto di Gniezno               | Gniezno               |
|        | Distretto di Gostyń                | Gostyń                |
|        | Distretto di Grodzisk Wielkopolski | Grodzisk Wielkopolski |
|        | Distretto di Jarocin               | Jarocin               |
|        | Distretto di Kalisz                | Kalisz                |
|        | Distretto di Kępno                 | Kępno                 |
|        | Distretto di Koło                  | Koło                  |
|        | Distretto di Konin                 | Konin                 |
|        | Distretto di Kościan               | Kościan               |
|        | Distretto di Krotoszyn             | Krotoszyn             |
|        | Distretto di Leszno                | Leszno                |
|        | Distretto di Międzychód            | Międzychód            |
|        | Distretto di Nowy Tomyśl           | Nowy Tomyśl           |
|        | Distretto di Oborniki              | Oborniki              |
|        | Distretto di Ostrów Wielkopolski   | Ostrów Wielkopolski   |
|        | Distretto di Ostrzeszów            | Ostrzeszów            |
|        | Distretto di Piła                  | Piła                  |
|        | Distretto di Pleszew               | Pleszew               |
|        | Distretto di Poznań                | Poznań                |
|        | Distretto di Rawicz                | Rawicz                |
|        | Distretto di Słupca                | Słupca                |
|        | Distretto di Szamotuły             | Szamotuły             |
|        | Distretto di Środa Wielkopolska    | Środa Wielkopolska    |
|        | Distretto di Śrem                  | Śrem                  |
|        | Distretto di Turek                 | Turek                 |
|        | Distretto di Wągrowiec             | Wągrowiec             |
|        | Distretto di Wolsztyn              | Wolsztyn              |
|        | Distretto di Września              | Września              |
|        | Distretto di Złotów                | Złotów                |

 Voivodato di Łódź 
| Stemma | Distretto                        | Capoluogo            |
| ------ | -------------------------------- | -------------------- |
|        | Łódź                             | distretto urbano     |
|        | Piotrków Trybunalski             | distretto urbano     |
|        | Skierniewice                     | distretto urbano     |
|        | Distretto di Bełchatów           | Bełchatów            |
|        | Distretto di Brzeziny            | Brzeziny             |
|        | Distretto di Kutno               | Kutno                |
|        | Distretto di Łask                | Łask                 |
|        | Distretto di Łęczyca             | Łęczyca              |
|        | Distretto di Łowicz              | Łowicz               |
|        | Distretto di Łódź Est            | Łódź                 |
|        | Distretto di Opoczno             | Opoczno              |
|        | Distretto di Pabianice           | Pabianice            |
|        | Distretto di Pajęczno            | Pajęczno             |
|        | Distretto di Piotrków            | Piotrków Trybunalski |
|        | Distretto di Poddębice           | Poddębice            |
|        | Distretto di Radomsko            | Radomsko             |
|        | Distretto di Rawa                | Rawa Mazowiecka      |
|        | Distretto di Sieradz             | Sieradz              |
|        | Distretto di Skierniewice        | Skierniewice         |
|        | Distretto di Tomaszów Mazowiecki | Tomaszów Mazowiecki  |
|        | Distretto di Wieluń              | Wieluń               |
|        | Distretto di Wieruszów           | Wieruszów            |
|        | Distretto di Zduńska Wola        | Zduńska Wola         |
|        | Distretto di Zgierz              | Zgierz               |

 Voivodato di Lublino 
| Stemma | Distretto                      | Capoluogo         |
| ------ | ------------------------------ | ----------------- |
|        | Biała Podlaska                 | distretto urbano  |
|        | Chełm                          | distretto urbano  |
|        | Lublino                        | distretto urbano  |
|        | Zamość                         | distretto urbano  |
|        | Distretto di Biała Podlaska    | Biała Podlaska    |
|        | Distretto di Biłgoraj          | Biłgoraj          |
|        | Distretto di Chełm             | Chełm             |
|        | Distretto di Hrubieszów        | Hrubieszów        |
|        | Distretto di Janów Lubelski    | Janów Lubelski    |
|        | Distretto di Krasnystaw        | Krasnystaw        |
|        | Distretto di Kraśnik           | Kraśnik           |
|        | Distretto di Lubartów          | Lubartów          |
|        | Distretto di Lublino           | Lublino           |
|        | Distretto di Łęczna            | Łęczna            |
|        | Distretto di Łuków             | Łuków             |
|        | Distretto di Opole Lubelskie   | Opole Lubelskie   |
|        | Distretto di Parczew           | Parczew           |
|        | Distretto di Puławy            | Puławy            |
|        | Distretto di Radzyń Podlaski   | Radzyń Podlaski   |
|        | Distretto di Ryki              | Ryki              |
|        | Distretto di Świdnik           | Świdnik           |
|        | Distretto di Tomaszów Lubelski | Tomaszów Lubelski |
|        | Distretto di Włodawa           | Włodawa           |
|        | Distretto di Zamość            | Zamość            |

 Voivodato di Lubusz 
| Stemma | Distretto                       | Capoluogo           |
| ------ | ------------------------------- | ------------------- |
|        | Gorzów Wielkopolski             | distretto urbano    |
|        | Zielona Góra                    | distretto urbano    |
|        | Distretto di Gorzów             | Gorzów Wielkopolski |
|        | Distretto di Krosno Odrzańskie  | Krosno Odrzańskie   |
|        | Distretto di Międzyrzecz        | Międzyrzecz         |
|        | Distretto di Nowa Sól           | Nowa Sól            |
|        | Distretto di Słubice            | Słubice             |
|        | Distretto di Strzelce-Drezdenko | Strzelce Krajeńskie |
|        | Distretto di Sulęcin            | Sulęcin             |
|        | Distretto di Świebodzin         | Świebodzin          |
|        | Distretto di Wschowa            | Wschowa             |
|        | Distretto di Zielona Góra       | Zielona Góra        |
|        | Distretto di Żagań              | Żagań               |
|        | Distretto di Żary               | Żary                |

 Voivodato della Masovia 
| Stemma | Distretto                         | Capoluogo            |
| ------ | --------------------------------- | -------------------- |
|        | Varsavia                          | distretto urbano     |
|        | Ostrołęka                         | distretto urbano     |
|        | Płock                             | distretto urbano     |
|        | Radom                             | distretto urbano     |
|        | Siedlce                           | distretto urbano     |
|        | Distretto di Białobrzegi          | Białobrzegi          |
|        | Distretto di Ciechanów            | Ciechanów            |
|        | Distretto di Garwolin             | Garwolin             |
|        | Distretto di Gostynin             | Gostynin             |
|        | Distretto di Grodzisk Mazowiecki  | Grodzisk Mazowiecki  |
|        | Distretto di Grójec               | Grójec               |
|        | Distretto di Kozienice            | Kozienice            |
|        | Distretto di Legionowo            | Legionowo            |
|        | Distretto di Lipsko               | Lipsko               |
|        | Distretto di Łosice               | Łosice               |
|        | Distretto di Maków                | Maków Mazowiecki     |
|        | Distretto di Mińsk                | Mińsk Mazowiecki     |
|        | Distretto di Mława                | Mława                |
|        | Distretto di Nowy Dwór Mazowiecki | Nowy Dwór Mazowiecki |
|        | Distretto di Ostrołęka            | Ostrołęka            |
|        | Distretto di Ostrów Mazowiecka    | Ostrów Mazowiecka    |
|        | Distretto di Otwock               | Otwock               |
|        | Distretto di Piaseczno            | Piaseczno            |
|        | Distretto di Płock                | Płock                |
|        | Distretto di Płońsk               | Płońsk               |
|        | Distretto di Pruszków             | Pruszków             |
|        | Distretto di Przasnysz            | Przasnysz            |
|        | Distretto di Przysucha            | Przysucha            |
|        | Distretto di Pułtusk              | Pułtusk              |
|        | Distretto di Radom                | Radom                |
|        | Distretto di Siedlce              | Siedlce              |
|        | Distretto di Sierpc               | Sierpc               |
|        | Distretto di Sochaczew            | Sochaczew            |
|        | Distretto di Sokołów              | Sokołów Podlaski     |
|        | Distretto di Szydłowiec           | Szydłowiec           |
|        | Distretto di Varsavia Ovest       | Ożarów Mazowiecki    |
|        | Distretto di Węgrów               | Węgrów               |
|        | Distretto di Wołomin              | Wołomin              |
|        | Distretto di Wyszków              | Wyszków              |
|        | Distretto di Zwoleń               | Zwoleń               |
|        | Distretto di Żuromin              | Żuromin              |
|        | Distretto di Żyrardów             | Żyrardów             |

 Voivodato di Opole 
| Stemma | Distretto                     | Capoluogo         |
| ------ | ----------------------------- | ----------------- |
|        | Opole                         | distretto urbano  |
|        | Distretto di Brzeg            | Brzeg             |
|        | Distretto di Głubczyce        | Głubczyce         |
|        | Distretto di Kędzierzyn-Koźle | Kędzierzyn-Koźle  |
|        | Distretto di Kluczbork        | Kluczbork         |
| (-)    | Distretto di Krapkowice       | Krapkowice        |
|        | Distretto di Namysłów         | Namysłów          |
|        | Distretto di Nysa             | Nysa              |
|        | Distretto di Olesno           | Olesno            |
|        | Distretto di Opole            | Opole             |
|        | Distretto di Prudnik          | Prudnik           |
|        | Distretto di Strzelce         | Strzelce Opolskie |

 Voivodato della Piccola Polonia 
| Stemma | Distretto               | Capoluogo         |
| ------ | ----------------------- | ----------------- |
|        | Cracovia                | distretto urbano  |
|        | Nowy Sącz               | distretto urbano  |
|        | Tarnów                  | distretto urbano  |
|        | Distretto di Bochnia    | Bochnia           |
|        | Distretto di Brzesko    | Brzesko           |
|        | Distretto di Chrzanów   | Chrzanów          |
|        | Distretto di Dąbrowa    | Dąbrowa Tarnowska |
|        | Distretto di Gorlice    | Gorlice           |
|        | Distretto di Cracovia   | Cracovia          |
|        | Distretto di Limanowa   | Limanowa          |
|        | Distretto di Miechów    | Miechów           |
|        | Distretto di Myślenice  | Myślenice         |
|        | Distretto di Nowy Sącz  | Nowy Sącz         |
|        | Distretto di Nowy Targ  | Nowy Targ         |
|        | Distretto di Olkusz     | Olkusz            |
|        | Distretto di Oświęcim   | Oświęcim          |
|        | Distretto di Proszowice | Proszowice        |
|        | Distretto di Sucha      | Sucha Beskidzka   |
|        | Distretto di Tarnów     | Tarnów            |
|        | Distretto di Tatra      | Zakopane          |
|        | Distretto di Wadowice   | Wadowice          |
|        | Distretto di Wieliczka  | Wieliczka         |

 Voivodato della Podlachia 
| Stemma | Distretto                        | Capoluogo           |
| ------ | -------------------------------- | ------------------- |
|        | Białystok                        | distretto urbano    |
|        | Łomża                            | distretto urbano    |
|        | Suwałki                          | distretto urbano    |
|        | Distretto di Augustów            | Augustów            |
|        | Distretto di Białystok           | Białystok           |
|        | Distretto di Bielsk              | Bielsk Podlaski     |
|        | Distretto di Grajewo             | Grajewo             |
|        | Distretto di Hajnówka            | Hajnówka            |
|        | Distretto di Kolno               | Kolno               |
|        | Distretto di Łomża               | Łomża               |
|        | Distretto di Mońki               | Mońki               |
|        | Distretto di Sejny               | Sejny               |
|        | Distretto di Siemiatycze         | Siemiatycze         |
|        | Distretto di Sokółka             | Sokółka             |
|        | Distretto di Suwałki             | Suwałki             |
|        | Distretto di Wysokie Mazowieckie | Wysokie Mazowieckie |
|        | Distretto di Zambrów             | Zambrów             |

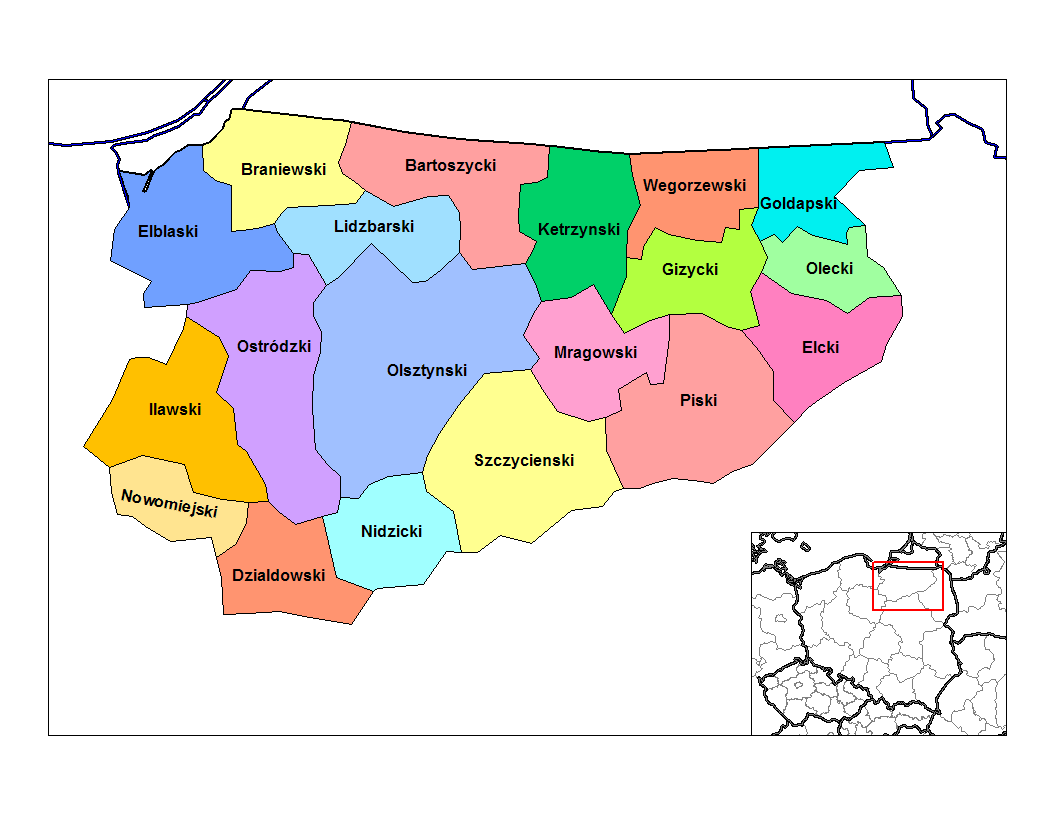
Distretti della Varmia-Masuria

 Voivodato della Pomerania 

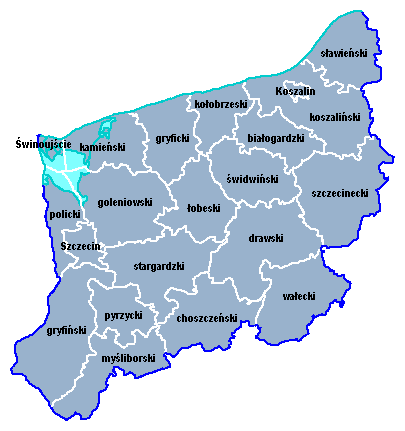
Distretti della Pomerania Occidentale

| Stemma | Distretto                      | Capoluogo         |
| ------ | ------------------------------ | ----------------- |
|        | Danzica                        | distretto urbano  |
|        | Gdynia                         | distretto urbano  |
|        | Słupsk                         | distretto urbano  |
|        | Sopot                          | distretto urbano  |
|        | Distretto di Bytów             | Bytów             |
|        | Distretto di Chojnice          | Chojnice          |
|        | Distretto di Człuchów          | Człuchów          |
|        | Distretto di Danzica           | Pruszcz Gdański   |
|        | Distretto di Kartuzy           | Kartuzy           |
|        | Distretto di Kościerzyna       | Kościerzyna       |
|        | Distretto di Kwidzyn           | Kwidzyn           |
|        | Distretto di Lębork            | Lębork            |
|        | Distretto di Malbork           | Malbork           |
|        | Distretto di Nowy Dwór Gdański | Nowy Dwór Gdański |
|        | Distretto di Puck              | Puck              |
|        | Distretto di Słupsk            | Słupsk            |
|        | Distretto di Starogard         | Starogard Gdański |
|        | Distretto di Sztum             | Sztum             |
|        | Distretto di Tczew             | Tczew             |
|        | Distretto di Wejherowo         | Wejherowo         |

 Voivodato della Santacroce 
| Stemma | Distretto                            | Capoluogo               |
| ------ | ------------------------------------ | ----------------------- |
|        | Kielce                               | distretto urbano        |
|        | Ostrowiec Świętokrzyski              | distretto urbano        |
|        | Starachowice                         | distretto urbano        |
|        | Skarżysko-Kamienna                   | distretto urbano        |
|        | Sandomierz                           | distretto urbano        |
|        | Distretto di Busko-Zdrój             | Busko-Zdrój             |
|        | Distretto di Jędrzejów               | Jędrzejów               |
|        | Distretto di Kazimierza Wielka       | Kazimierza Wielka       |
|        | Distretto di Kielce                  | Kielce                  |
|        | Distretto di Końskie                 | Końskie                 |
|        | Distretto di Opatów                  | Opatów                  |
|        | Distretto di Ostrowiec Świętokrzyski | Ostrowiec Świętokrzyski |
|        | Distretto di Pińczów                 | Pińczów                 |
|        | Distretto di Sandomierz              | Sandomierz              |
|        | Distretto di Skarżysko-Kamienna      | Skarżysko-Kamienna      |
|        | Distretto di Starachowice            | Starachowice            |
|        | Distretto di Staszów                 | Staszów                 |
|        | Distretto di Włoszczowa              | Włoszczowa              |

 Voivodato della Slesia 
| Stemma | Distretto                     | Capoluogo        |
| ------ | ----------------------------- | ---------------- |
|        | Bielsko-Biała                 | distretto urbano |
|        | Bytom                         | distretto urbano |
|        | Chorzów                       | distretto urbano |
|        | Częstochowa                   | distretto urbano |
|        | Dąbrowa Górnicza              | distretto urbano |
|        | Gliwice                       | distretto urbano |
|        | Jastrzębie-Zdrój              | distretto urbano |
|        | Jaworzno                      | distretto urbano |
|        | Katowice                      | distretto urbano |
|        | Mysłowice                     | distretto urbano |
|        | Piekary Śląskie               | distretto urbano |
|        | Ruda Śląska                   | distretto urbano |
|        | Rybnik                        | distretto urbano |
|        | Siemianowice Śląskie          | distretto urbano |
|        | Sosnowiec                     | distretto urbano |
|        | Świętochłowice                | distretto urbano |
|        | Tychy                         | distretto urbano |
|        | Zabrze                        | distretto urbano |
|        | Żory                          | distretto urbano |
|        | Distretto di Będzin           | Będzin           |
|        | Distretto di Bielsko-Biała    | Bielsko-Biała    |
|        | Distretto di Bieruń-Lędziny   | Bieruń           |
|        | Distretto di Cieszyn          | Cieszyn          |
|        | Distretto di Częstochowa      | Częstochowa      |
|        | Distretto di Gliwice          | Gliwice          |
|        | Distretto di Kłobuck          | Kłobuck          |
|        | Distretto di Lubliniec        | Lubliniec        |
|        | Distretto di Mikołów          | Mikołów          |
|        | Distretto di Myszków          | Myszków          |
|        | Distretto di Pszczyna         | Pszczyna         |
|        | Distretto di Racibórz         | Racibórz         |
|        | Distretto di Rybnik           | Rybnik           |
|        | Distretto di Tarnowskie Góry  | Tarnowskie Góry  |
|        | Distretto di Wodzisław Śląski | Wodzisław Śląski |
|        | Distretto di Zawiercie        | Zawiercie        |
|        | Distretto di Żywiec           | Żywiec           |

 Voivodato della Precarpazia 
| Stemma | Distretto                       | Capoluogo        |
| ------ | ------------------------------- | ---------------- |
|        | Krosno                          | distretto urbano |
|        | Przemyśl                        | distretto urbano |
|        | Rzeszów                         | distretto urbano |
|        | Tarnobrzeg                      | distretto urbano |
|        | Distretto di Bieszczady         | Ustrzyki Dolne   |
|        | Distretto di Brzozów            | Brzozów          |
|        | Distretto di Dębica             | Dębica           |
|        | Distretto di Jarosław           | Jarosław         |
|        | Distretto di Jasło              | Jasło            |
|        | Distretto di Kolbuszowa         | Kolbuszowa       |
|        | Distretto di Krosno             | Krosno           |
|        | Distretto di Lesko              | Lesko            |
|        | Distretto di Leżajsk            | Leżajsk          |
|        | Distretto di Lubaczów           | Lubaczów         |
|        | Distretto di Łańcut             | Łańcut           |
|        | Distretto di Mielec             | Mielec           |
|        | Distretto di Nisko              | Nisko            |
|        | Distretto di Przemyśl           | Przemyśl         |
|        | Distretto di Przeworsk          | Przeworsk        |
|        | Distretto di Ropczyce-Sędziszów | Ropczyce         |
|        | Distretto di Rzeszów            | Rzeszów          |
|        | Distretto di Sanok              | Sanok            |
|        | Distretto di Stalowa Wola       | Stalowa Wola     |
|        | Distretto di Strzyżów           | Strzyżów         |
|        | Distretto di Tarnobrzeg         | Tarnobrzeg       |

 Voivodato della Varmia-Masuria 
| Stemma | Distretto                          | Capoluogo             |
| ------ | ---------------------------------- | --------------------- |
|        | Olsztyn                            | distretto urbano      |
|        | Elbląg                             | distretto urbano      |
|        | Distretto di Bartoszyce            | Bartoszyce            |
|        | Distretto di Braniewo              | Braniewo              |
|        | Distretto di Działdowo             | Działdowo             |
|        | Distretto di Elbląg                | Elbląg                |
|        | Distretto di Ełk                   | Ełk                   |
|        | Distretto di Giżycko               | Giżycko               |
|        | Distretto di Gołdap                | Gołdap                |
|        | Distretto di Iława                 | Iława                 |
|        | Distretto di Kętrzyn               | Kętrzyn               |
|        | Distretto di Lidzbark Warmiński    | Lidzbark Warmiński    |
|        | Distretto di Mrągowo               | Mrągowo               |
|        | Distretto di Nidzica               | Nidzica               |
|        | Distretto di Nowe Miasto Lubawskie | Nowe Miasto Lubawskie |
|        | Distretto di Olecko                | Olecko                |
|        | Distretto di Olsztyn               | Olsztyn               |
|        | Distretto di Ostróda               | Ostróda               |
|        | Distretto di Pisz                  | Pisz                  |
|        | Distretto di Szczytno              | Szczytno              |
| (-)    | Distretto di Węgorzewo             | Węgorzewo             |

 Voivodato della Pomerania Occidentale 
| Stemma | Distretto                         | Capoluogo            |
| ------ | --------------------------------- | -------------------- |
|        | Koszalin                          | distretto urbano     |
|        | Stettino                          | distretto urbano     |
|        | Świnoujście                       | distretto urbano     |
|        | Distretto di Białogard            | Białogard            |
|        | Distretto di Choszczno            | Choszczno            |
|        | Distretto di Drawsko Pomorskie    | Drawsko Pomorskie    |
|        | Distretto di Goleniów             | Goleniów             |
|        | Distretto di Gryfice              | Gryfice              |
|        | Distretto di Gryfino              | Gryfino              |
|        | Distretto di Kamień Pomorski      | Kamień Pomorski      |
|        | Distretto di Kołobrzeg            | Kołobrzeg            |
|        | Distretto di Koszalin             | Koszalin             |
|        | Distretto di Łobez                | Łobez                |
|        | Distretto di Myślibórz            | Myślibórz            |
|        | Distretto di Police               | Police               |
|        | Distretto di Pyrzyce              | Pyrzyce              |
|        | Distretto di Sławno               | Sławno               |
|        | Distretto di Stargard Szczeciński | Stargard Szczeciński |
|        | Distretto di Szczecinek           | Szczecinek           |
|        | Distretto di Świdwin              | Świdwin              |
|        | Distretto di Wałcz                | Wałcz                |